# John Adams (TV-serie)
John Adams är en amerikansk miniserie i sju avsnitt från 2008. Den skildrar största delen av president John Adams politiska liv och hans roll i USA:s grundande. Huvudrollen som John Adams spelas av Paul Giamatti. Serien regisserades av Tom Hooper. Kirk Ellis skrev manuskriptet, baserat på boken John Adams av David McCullough. Serien sändes i USA av HBO mellan 16 mars och 20 april 2008. I Sverige har serien sänts på Sveriges Television.John Adams fick mestadels positiv kritik, och tilldelades många prestigefyllda utmärkelser. Den har tilldelats fler Emmy Awards, tretton stycken, än någon annan miniserie, och fyra Golden Globe Awards.

## Rollista
- Paul Giamatti – John Adams
- Laura Linney – Abigail Adams
- Stephen Dillane – Thomas Jefferson
- David Morse – George Washington
- Tom Wilkinson – Benjamin Franklin
- Rufus Sewell – Alexander Hamilton
- Justin Theroux – John Hancock
- Danny Huston – Samuel Adams
- Clancy O'Connor – Edward Rutledge
- Željko Ivanek – John Dickinson
- Ebon Moss-Bachrach – John Quincy Adams
- Sarah Polley – Abigail Adams Smith
- Andrew Scott – William S. Smith
- John Dossett – Benjamin Rush
- Mamie Gummer – Sally Smith Adams
- Caroline Corrie – Louisa Adams
- Samuel Barnett – Thomas Adams
- Kevin Trainor – Charles Adams
- Tom Hollander – Georg III av Storbritannien
- Damien Jouillerot – Ludvig XVI av Frankrike
- Guy Henry – Jonathan Sewall
- Brennan Brown – Robert Treat Paine
- Paul Fitzgerald – Richard Henry Lee
- Tom Beckett – Elbridge Gerry
- Del Pentecost – Henry Knox
- Tim Parati – Caesar Rodney
- John O'Creagh – Stephen Hopkins
- John Keating – Timothy Pickering
- Hugh O'Gorman – Thomas Pinckney
- Timmy Sherrill – Charles Lee
- Judith Magre – Madame Helvetius
- Jean-Hugues Anglade – Charles Gravier de Vergennes
- Jean Brassard – Charles Henri d'Estaing
- Pip Carter – Francis Dana
- Sean McKenzie – Edward Bancroft
- Derek Milman – löjtnant James Barron
- Patrice Valota – Jean-Antoine Houdon
- Nicolas Vaude – Anne-Cesar, Chevalier de la Luzerne
- Bertie Carvel – Lord Carmarthen
- Alex Draper – Robert Livingston
- Julian Firth – John Sackville, 3:e hertig av Dorset
- Cyril Descours – Edmund Charles Genet
- Alan Cox – William Maclay
- Sean Mahan – Joseph Warren
- Eric Zuckerman – Thomas McKean
- Ed Jewett – James Duane
- Vincent Renart – Andrew Holmes
- Ritchie Coster – kapten Thomas Preston
- Lizan Mitchell – Sally Hemmings
- Pamela Stewart – Patsy Jefferson
- Buzz Bovshow – John Trumbull